# Färjstranden
Färjstranden (finska: Lauttaranta) är en stadsdel i Åbo i det finländska landskapet Egentliga Finland. Området är beläget på ön Hirvensalo och innan den nuvarande bron byggdes åkte man till ön med en färja som gick till Färjstranden.
I slutet av 2015 fanns det 734 invånare i Färjstranden. Fram till år 1944 tillhörde ön Hirvensalo S:t Marie kommun.